# 檀翥
檀翥（？—？），字鳳翔，高平郡金鄉縣人。
六世祖檀毓，東晉步兵校尉。父檀江，回到北方，官至太常少卿，贈兗州刺史。檀翥十岁丧父，回到京师宅第，与营人杂居。他虽幼年孤寒，不与邻人来往。好读书，善写文章，能鼓瑟，早被琅邪王诵所知。十九岁，以名家子为魏孝明帝挽郎。其后司州牧、城阳王元徽以檀翥为从事，他以病辞谢，客遊三辅。当时毛遐为行台，镇北雍州，表檀翥为行台郎中。魏孝庄帝诛杀尔朱荣，毛遐派檀翥赴洛阳。担任著作佐郎，郎中如故。尔朱天光东拒高欢，檀翥历任西兖州录事参军、司空田曹参军，加镇远将军，兼殿中侍御史。御史台中表奏，都是檀翥所作。作为毛鸿宾的副手镇潼关，加前将军、太中大夫。魏孝武帝西迁，以守关迎贺勋，赐爵高唐县子，兼中书舍人，修国史。西魏文帝大统初年，又兼著作佐郎。后以坐谈议论轻躁，被黄门侍郎徐招所纠驳，死在廷尉狱中。

## 延伸阅读
[在维基数据编辑]
 《北史·卷070》，出自李延壽《北史》